# Eliyahou Mizrahi
Pour les articles homonymes, voir Mizrahi.
Eliyahou Mizrahi, né vers 1450 à Constantinople et mort vers 1525 à Constantinople, est un rabbin ottoman. Il est également appelé le Re'em (רא״ם), d'après ses initiales. Re'em est également le nom d'un mystérieux animal biblique, souvent traduit par licorne. 
Mathématicien, astronome, juriste, géographe et médecin, il est l'auteur de plusieurs ouvrages, dont des commentaires sur le Talmud. Son livre Sefer ha-Mizrachi publié après sa mort à Venise en 1527 est l'un des plus importants commentaires du Talmud de l'époque.
Il porte le titre de Hakham Bachi, chef spirituel de la communauté juive dans l'Empire Ottoman de 1497 à 1526.